# Stolp Ramana
Stolp Ramana (azerbajdžansko Ramana qalası) – je zgodovinski arhitekturni spomenik v vasi Ramana v okrožju Sabunču v Bakuju. Ministrstvo za kulturo Azerbajdžanske republike je objekt registriralo kot spomenik svetovnega pomena. Leta 2001 je bila skupaj z drugimi obrambnimi strukturami polotoka Abšeron vključena tudi trdnjava Ramana.
Grad, zgrajen po naročilu Širvanšahov, po zgodovinskih zapisih izvira iz 14. stoletja. Nekateri raziskovalci pa menijo, da bi gradnja morda sodila v 12. stoletje.
Notranje dvorišče gradu meri 28 × 10 metrov. Njeno zunanje obzidje je utrjeno z zaobljenimi vogalnimi stolpi, postavljenimi vzdolž obzidja. Vhod v trdnjavo Ramana je znotraj obrambnega dvorišča. Za razliko od značilne trinivojske oblike za okrogle stolpe je kvadratni stolp gradu Ramana razdeljen na štiri nivoje.

## Zgodovina
Grad je bil verjetno zgrajen po ukazu Širvanšahov v 14. stoletju, morda v obrambne namene. Nekateri raziskovalci trdijo, da je bila preostala stavba zgrajena v obdobju Nizami (12. stoletje).
Predvsem je bila gradnja trdnjav Abšeron, ki se je začela v 12. stoletju, med seboj povezana. Tudi dejstvo, da so bile te trdnjave pretežno zgrajene na severovzhodnih obalah, natančneje v severnih in severovzhodnih vaseh Bakuja, je pokazalo, da je glavna smer grožnje prišla iz te smeri. Prvi grad, ki bi opazil nenavadne ladje na obali, bi ponoči opozoril na nevarnost s kresovi, podnevi pa z dimom in posredoval opozorilo drugemu gradu, ta pa bi ga sporočil drugi trdnjavi. Posledično bi bila obveščena celotna regija Abšeron, vključno z osrednjim gradom Baku. Nekateri zgodovinarji so že prej trdili, da obstajajo podzemni prehodi, ki povezujejo vse trdnjave, na splošno pa vodijo do drugega gradu, natančneje gradu Baku, vključno z Deviškim stolpom.

## Arhitekturne značilnosti
Grad stoji na naravnem skalnem vzpetini, ki je tudi njegov temelj. Stranice grajskega notranjega dvorišča merijo 28 × 10 metrov. Njegovo zunanje obzidje je utrjeno s polkrožnimi stolpiči, postavljenimi v presledkih vzdolž obzidja in zidanimi iz opeke. Razdalja med temi stolpiči ne presega 10–11 metrov, kar se razlikuje od splošno sprejete razdalje pri gradnji obrambnih objektov do 14. stoletja. Verjetno je bil namen zmanjšanja razdalje med temi arhitekturnimi stolpi, bližje zunanjemu obzidju gradu, zagotoviti obrambo območij v bližini zunanjih obzidij s streljanjem s samostrelom.
Obrambne strukture v Abšeronu v 13. do 14. stoletju niso vedno omogočale obrambe tik ob vznožju obzidja. Včasih so bili stolpiči (tudi vogalni stolpiči) pomanjšani, podobno kot v gradu Ramana. Zato je bila obramba vzdolž vznožja obzidja organizirana z nizom enakomerno postavljenih komor po vsej dolžini zunanjih sten.
Izstopajoč obokan portal na zahodu omogoča dostop do gradu. To vodi v obrambno dvorišče. Po L. Mamikonovu so bila ta vrata v obliki puščice podobnega gorskega grebena gradu dodana pozneje. Sredi dvorišča je stanovanjski stolp, na štirih vogalih katerega so tudi štirje okrogli bastijoni.
Stanovanjski stolp, katerega spiralno stopnišče se začne v pritličju, ima štiri nadstropja. Zgornji in spodnji prostori imajo kamnite strope, srednji pa lesene tramove. Postavitev in oblika je v nasprotju z značilno trinadstropno in okroglo obliko drugih gradov. Bivalni prostor v stolpnici meri 83 kvadratnih metrov. Le prvi in najvišji nivoji imajo strehe oblikovane v obliki puščice podobnega gorskega grebena. Strehe ostalih etaž so ravne, grajene z lesenimi tramovi.
Dodatek polkrožnih stolpov na štirih straneh donžona je po eni strani vplival na njegove arhitekturne značilnosti in mu dal trdnejši značaj ter tako omogočil povečanje višine stavbe, po drugi strani pa je ustvaril pogoje za učinkovitejšo organizacijo obrambe obzidja stolpa.
Polkrožni stolpi na štirih stranicah so po eni strani vplivali na njegove arhitekturne značilnosti in mu dajali trdnejši značaj, kar je omogočilo povečanje višine stavbe, po drugi strani pa je ustvarjalo pogoje za učinkovitejšo organizacijo obrambe obzidja stolpa.

## V filmu
Trdnjava Ramana je bila uporabljena kot prizorišče snemanja filmov, kot so Koroghlu, Nasimi in Babekh. Trdnjava je bila obnovljena med snemanjem filma Koroghlu leta 1956, ko je bila v propadajočem stanju. Zgodovinarji so v preteklosti opazili obstoj podzemnega prehoda od trdnjave Ramana do Deviškega stolpa in vasi Bakikhanov.
Čeprav sprva neopazen velik kamen podoben skali na pobočju ob trdnjavskem obzidju morda ne bo takoj padel v oči, ima zase očarljivo anekdoto: pravijo, da je slavček pel Koroghlujevo melodijo prav ob tem kamnu. Domačini, ki obiščejo vas in zgodovinska mesta, pogosto predstavijo ta velik kamen v tem posebnem kontekstu vsem, ki raziskujejo te zgodovinske znamenitosti.